# Оттон Санкт-Блазиенский

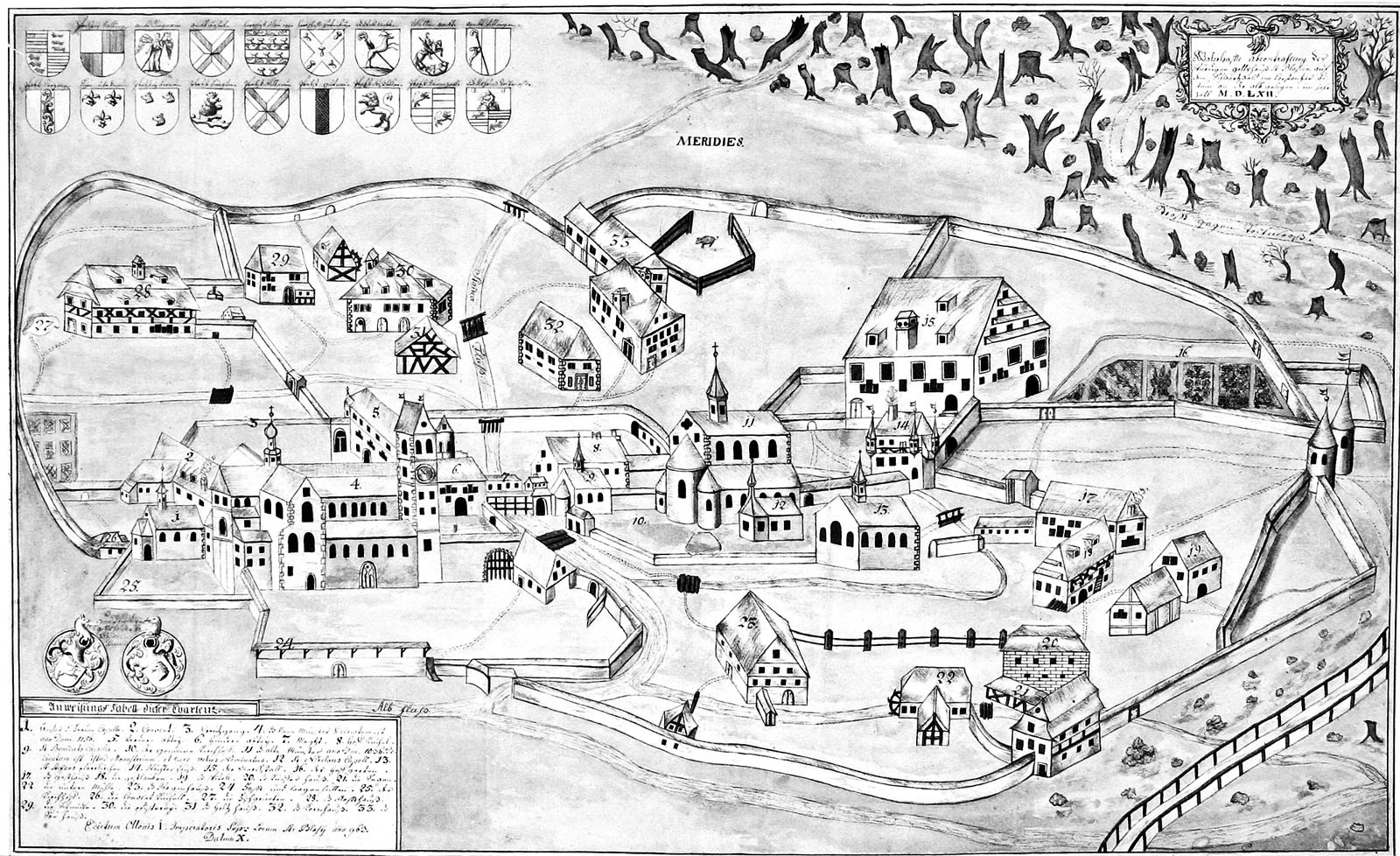
План аббатства Святого Власия в Санкт-Блазиене (1562)

Оттон Санкт-Блазиенский, или Оттон из монастыря Святого Власия (нем. Otto von St. Blasien, лат. Ottonis de Sancto Blasio, сер. XII века —  23 июля 1223) — германский хронист, монах-бенедиктинец из аббатства Святого Власия в Санкт-Блазиене в Шварцвальде (совр. земля Баден-Вюртемберг), автор «Продолжения хроники Оттона Фрейзингенского».

## Жизнь и труды
Подробности биографии неизвестны, вероятно, родился в середине XII века в знатной семье и в молодости вступил в орден бенедиктинцев. На основании анализа отдельных сообщений в его хронике также можно предположить, что он изучал в Париже теологию. 
Около 1222 года был избран настоятелем монастыря Св. Власия в Санкт-Блазиене в южном Шварцвальде (юго-западная Германия), где и скончался 23 июля 1223 года.
Около 1210 года он продолжил латинскую хронику Оттона Фрайзингенского «О двух государствах» (лат. Historia de duabus civitatibus), использовав в качестве источников «Деяния императора Фридриха» (лат. Gesta Friderici Imperatoris) самого Оттона и его продолжателя Рахевина, «Схоластическую историю» Петра Коместора, а также несохранившиеся эльзасские анналы. Хотя уже 47-ю главу VII книги хроники «О двух государствах» он продолжает собственной 48-й главой, полностью самостоятельными его сообщения становятся лишь начиная с главы 64-й, когда он получил, вероятно, в своё распоряжение альтернативные источники.
Сочинение его носит название «Продолжение хроники епископа Оттона Фрейзингенского в семи книгах, или Санкт-Блазиенское прибавление» (лат. Ad librum VII chronici Ottonis Frisingensis episcopi continuatae historiae appendix sive Continuatio Sanblasiana), кратко «Хроника Оттона Санкт-Блазиенского» (лат. Ottonis de Sancto Blasio Chronica, нем. Chronik von St. Blasien), и охватывает период с 1146 по 1209 год, с проповеди второго крестового похода Бернардом Клервоским и выступления в него императора Конрада III, до убийства Филиппа Швабского и коронации Оттона IV.
Заслуживают внимания описания хронистом войн Фридриха Барбароссы в Италии, в частности, осады и разрушения Милана (1162), осады Алессандрии (1171) и битвы при Леньяно (1176), рассказы об участии Фридриха I в третьем крестовом походе, в частности, взятии им Коньи и трагической гибели в водах реки Селиф в Киликии (1190), о пленении английского короля Ричарда Львиное Сердце герцогом Леопольдом Австрийским (1192), подробности завоевания императором Генрихом VI Сицилии и его торжественного вступления в Палермо (1194), а также описание событий четвёртого крестового похода и взятия крестоносцами Константинополя (1204).
Повествование внезапно обрывается на описании коронации Оттона IV папой Иннокентием III в Риме 4 ноября 1209 года. 
Политические и идеологические воззрения автора неоригинальны и в целом совпадают с мировоззрением Оттона Фрейзингенского и Рахевина. Внешняя политика Гогенштауфенов в Италии, Польше и Бургундии, равно как и участие их в крестовых походах, безоговорочно одобряются, в конфликтах с папами он также неизменно встаёт на сторону императорской власти.
Демонстрируя некоторую эрудицию, помимо Священного Писания, хронист цитирует сочинение Саллюстия «О заговоре Катилины», поэму Лукана «Фарсалия», «Церковную историю» Евсевия Кесарийского, «Историю против язычников» Павла Орозия, а также богословские труды средневековых схоластов, в частности, Гильберта Порретанского, Петра Ломбардского, Петра Кантора, Алана Лилльского, Препозитина Кремонского и Умберто Миланского.
Нестрогий к фактам и хронологии, не слишком объективный в оценках событий, в которых он сам практически не участвовал, Оттон Санкт-Блазиенский всячески уклоняется от описания внутриимперских политических конфликтов и придворных интриг, не скрывая своих симпатий к Гогенштауфенам, распространившим свою юрисдикцию на земли аббатства Св. Власия в Шварцвальде после раздела наследства внезапно умершего в 1218 году герцога Церингенского  Бертольда V Богатого. 
Вместе с тем, его трудно обвинить в намеренном искажении фактов,  отдельные же его сообщения вполне заслуживают доверия, так как подтверждаются альтернативными источниками.
Переработкой и продолжением хроники Оттона Санкт-Блазиенского считается «Всемирная Цюрихская хроника» (лат. Chronica universalis Turicensis); она также послужила образцом для анналов монастыря Св. Трудперта близ Мюнстерталя в Шварцвальде.

## Рукописи и издания
Хроника Оттона Санкт-Блазиенского не имела широкой известности у потомков и введена была в научный оборот немецким историком-гуманистом Иоганном Науклером, использовавшим её в своей «Всеобщей истории» (1504). Она сохранилась в четырёх рукописях, важнейшими из которых являются три:
- MS 33 — на 161 пергаментном листе из Кантональной библиотеки Цюриха[нем.]. Переписанный межу 1254 и 1273 годами, этот кодекс содержит также хронику Оттона Фрейзингенского «О двух государствах» и первоначально принадлежал местному доминиканскому монастырю, а затем кафедральному собору.
- MS 4895 — пергаментная копия предыдущей, сделанная в XIV веке, из Национальной библиотеки Франции (Париж).
- MS 3334 — т. н. «Венский кодекс» на 183 бумажных листах из Австрийской национальной библиотеки. Переписанный в 1482 году Иоганном Фухсмагеном, он также содержит текст хроники Оттона Фрейзингенского[8] и принадлежал Иоганну Науклеру, который, возможно, был также знаком и с не дошедшим до нас подлинником[11].

Впервые хроника Оттона Санкт-Блазиенского была частично издана в 1585 году во Франкфурте швейцарским теологом-гуманистом Кристианом Вурстизеном, а полностью опубликована в 1725 году в Милане историком Лудовико Антонио Муратори, включившим её в шестой том свода «Историописателей Италии» (лат. Rerum Italicarum scriptores). В 1853 году она была переиздана в Штутгарте немецким историком Иоганном Фридрихом Бёмером в третьем томе «Источников германской истории» (лат. Fontes rerum Germanicarum). Научная публикация хроники была подготовлена историком-архивистом Францем Фридрихом Рогером Вильмансом для XX тома первой серии «Monumenta Germaniae Historica» (Scriptores). В 1881 году в Лейпциге выпущен был немецкий её перевод, выполненный историком и педагогом Хорстом Эрнстом Арминиусом Колем для многотомника «Geschichtschreiber der deutschen Vorzeit», в 1894 году переизданный.
Академическое издание хроники подготовлено было в 1912 году в Ганновере для 47-м тома новой серии «Monumenta Germaniae Historica» историком Адольфом Хофмайстером. Новейшее издание в оригинале и немецком переводе опубликовано в 1998 году в Дармштадте под редакцией историка-медиевиста Франца-Йозефа Шмале.

## Публикации
- Die Chronik des Otto von St. Blasien. Übers. von Horst Ernst Arminius Kohl // Die Geschichtsschreiber der deutschen Vorzeit in deutscher Bearbeitung. 12es Jahrhundert. — Band VIIIb. — Leipzig: Franz Duncker, 1881. — xi, 120 s.
- Ottonis de Sancto Blasio Chronica. Edidit Adolfus Hofmeister // Monumenta Germaniae Historica. — Tomus 47. — Hannoverae et Lipsiae, 1912. — xxv, 150 p.
- Die Chronik Ottos von St. Blasien und die Marbacher Annalen //  Ausgewählte Quellen zur deutschen Geschichte des Mittelalters. Hrsg. von Franz-Josef Schmale. — Band 18a. — Darmstadt: Wissenschaftliche Buchgesellschaft, 1998. — 275 p. — ISBN 3-534-01419-7.